# Hiltbold von Werstein
Hiltbold von Werstein (* vor 1250; † 13. Dezember 1329) war von 1318 bis 1329 Abt und von 1297 bis 1301 als Kustos auch Bibliothekar des Benediktinerklosters St. Gallen.

## Leben und Wirken
Hiltbold von Werstein war der Spross eines freiherrlichen Geschlechts, dessen Stammburg im oberen Neckartal lag. 1279 ist er erstmals in einer Urkunde des Klosters St. Gallen als Mönch eingetragen. 1283 soll er die Höfe Gochain und Höchst verwaltet haben, 1284 ist er als Thesaurar eingetragen, und 1287 hat er zusammen mit Heinrich von Ramstein und einem weiteren Mönch Klage gegen König Rudolf erhoben. 1297 ist er als Kustos eingetragen und ab 1303 als Portarius. Wie sein Vorgänger Heinrich von Ramstein trat er bei seiner Abtwahl am 8. Mai 1318 gegen Ulrich von Trauchburg an. Die Ministerialen unterstützten jedoch Hiltbold, so dass dieser die Wahl gewann. Der Konstanzer Weihbischof Johannes weihte Hiltbold zum Abt.
Die Regalien erhielt Hiltbold nicht, da er sich neutral verhielt und keine Partei für einen deutschen Königsthronanwärter ergriff. Er näherte sich später jedoch der habsburgischen Partei und erhielt von Herzog Leopold ein Schirm- und Hilfsversprechen, das in einer Urkunde vom 30. Juni 1319 belegt ist. Am 17. November 1318 ist festgehalten, dass er den Bürgern von St. Gallen die Handfeste Abt Wilhelms von 1291 bestätigte. In einer Urkunde vom 15. November 1323 wird von der Vermittlung in einem Grenzstreit zwischen Appenzell und Hundwil berichtet, bei dem Hiltbold vermittelte. Für den 27. November 1325 ist urkundlich belegt, dass Leopold von Österreich einen Vergleich herbeiführte in einem Streit mit den Toggenburgern, in den der Abt gegen seinen Willen verwickelt worden sein soll. An Altersschwäche leidend, verbrachte der abgesetzte Abt seinen Lebensabend auf Burg Falkenstein und später auf Burg Appenzell, wie Kuchimeister berichtet. Begraben wurde der Abt im klösterlichen Kreuzgang.
Die Amtszeit Hiltbolds war geprägt von vielen Veräusserungen und Verpfändungen, was eine wirtschaftliche Notlage des Klosters andeutet. Er war durch Altersschwäche genötigt, sein Siegel Ende 1325 oder Anfang 1326 einem Konventualen, einem Ministerialen und einem Stadtburger zu überlassen, die seine Regierungsaufgaben übernahmen.